# Mothership Connection
Mothership Connection – czwarty album amerykańskiej grupy funkowej Parliament. Został wydany w 1975 roku.
W 2003 r. album został sklasyfikowany na 274. miejscu listy 500 albumów wszech czasów magazynu Rolling Stone. Informacja o tym albumie jest zawarta w książce 1001 Albums You Must Hear Before You Die (1001 albumów, które musisz usłyszeć zanim umrzesz).

## Lista utworów
W nawiasach podano twórców utworów:
| 1. | P-Funk (Wants to Get Funked Up) - (G. Clinton/Bootsy Collins/Bernie Worrell)         | 7:41  |
|    |                                                                                      |       |
| 2. | Mothership Connection (Star Child) - (G. Clinton/W. Collins/B. Worrell)              | 6:13  |
|    |                                                                                      |       |
| 3. | Unfunky UFO - (G. Clinton/W. Collins/Garry Shider)                                   | 4:23  |
|    |                                                                                      |       |
| 4. | Supergroovalisticprosifunkstication - (G. Clinton/W. Collins/B. Worrell/G. Shider)   | 5:03  |
|    |                                                                                      |       |
| 5. | Handcuffs - (G. Clinton/Glen Goins/McLaughlin)                                       | 3:51  |
|    |                                                                                      |       |
| 6. | Give Up The Funk (Tear The Roof Off The Sucker) - (G. Clinton/W. Collins/B. Worrell) | 5:46  |
|    |                                                                                      |       |
| 7. | Night of the Thumpasorus Peoples - (G. Clinton/W. Collins/G. Shider)                 | 5:10  |
|    |                                                                                      |       |
|    |                                                                                      | 38:07 |
|    |                                                                                      |       |

## Personel

### Wokale i klaśnięcia
- George Clinton
- Calvin Simon
- Fuzzy Haskins
- Ray Davis
- Grady Thomas
- Garry Shider
- Glen Goins
- Bootsy Collins
- Gary Cooper
- Debbie Edwards
- Taka Kahn
- Archie Ivy
- Bryna Chimenti
- Rasputin Boutte
- Pam Vincent
- Debra Wright
- Sidney Barnes

### Instrumenty dęte
- Fred Wesley
- Maceo Parker
- Michael Brecker
- Randy Brecker
- Boom
- Joe Farrell

### Gitary
- Garry Shider
- Michael Hampton
- Glen Goins
- Bootsy Collins

### Bas
- Bootsy Collins
- Cordell Mosson

### Perkusja
- Tiki Fulwood
- Jerome Brailey
- Bootsy Collins
- Gary Cooper

### Keyboardy i syntezatory
- Bernie Worrell

### Producent
- George Clinton

## Pozycje na listach przebojów
- Billboard 200: 13[5]